# Ficus platypoda
Ficus platypoda là một loài thực vật có hoa trong họ Moraceae. Loài này được (Miq.) A.Cunn. ex Miq. mô tả khoa học đầu tiên năm 1847.

## Hình ảnh

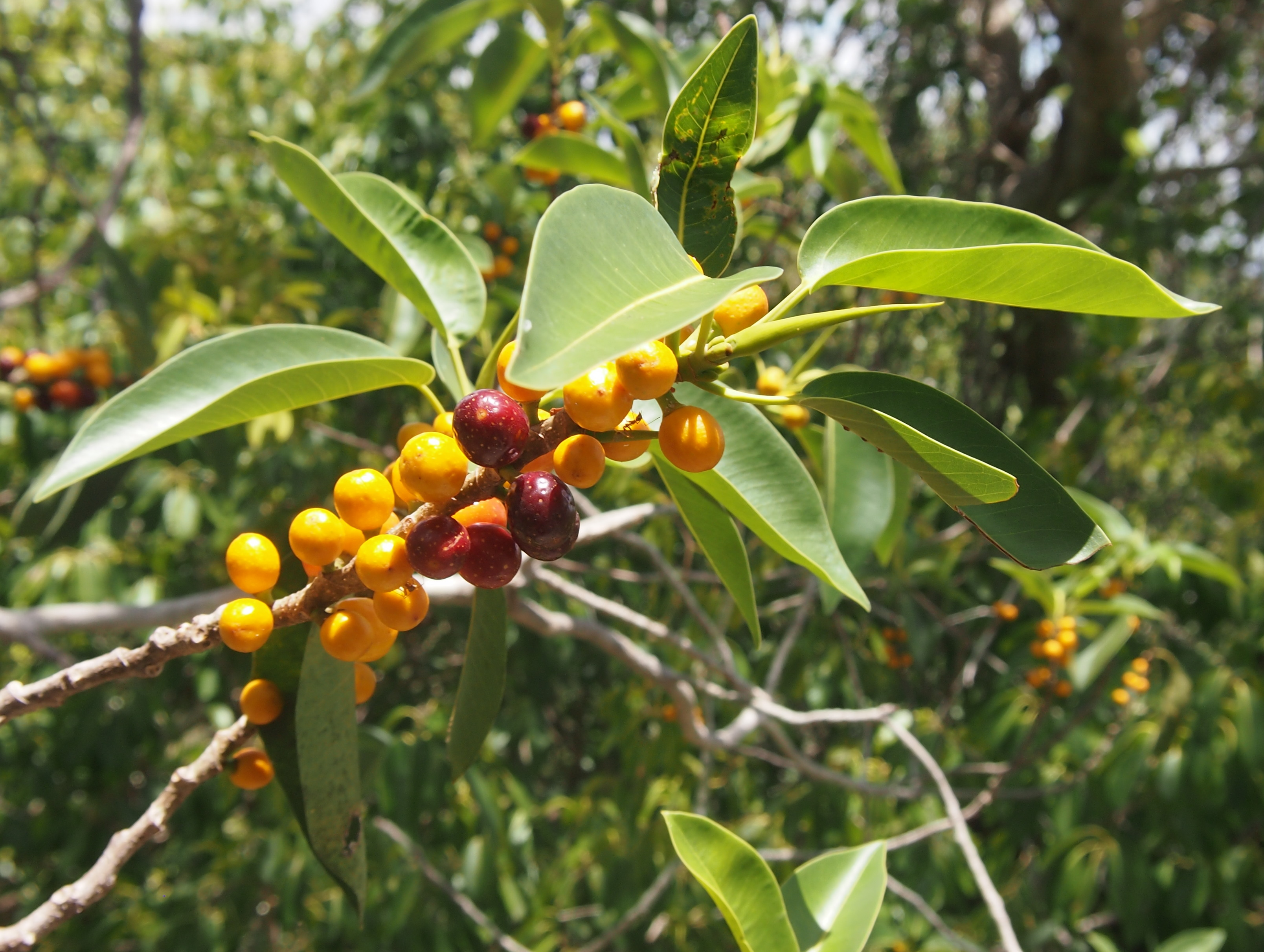
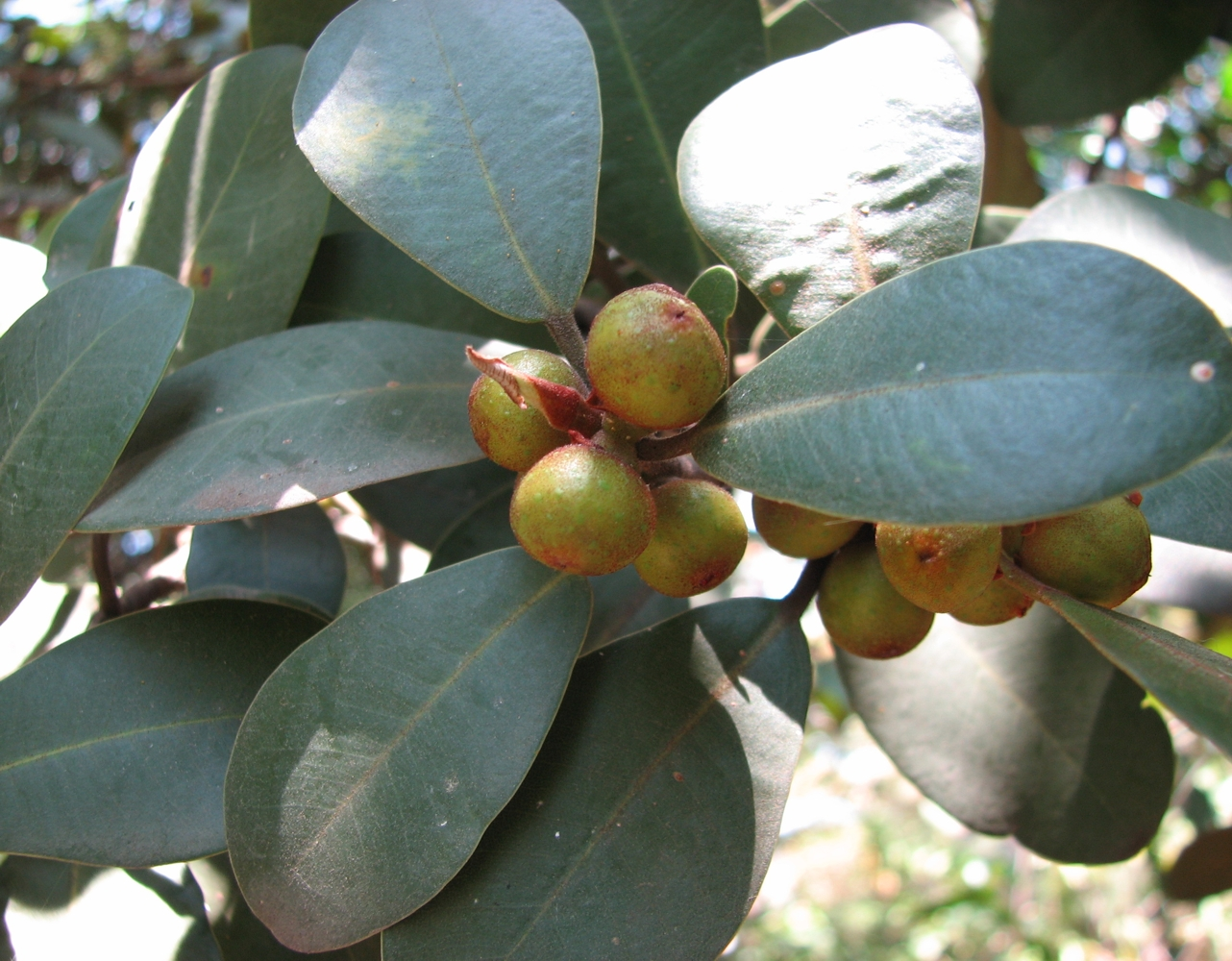
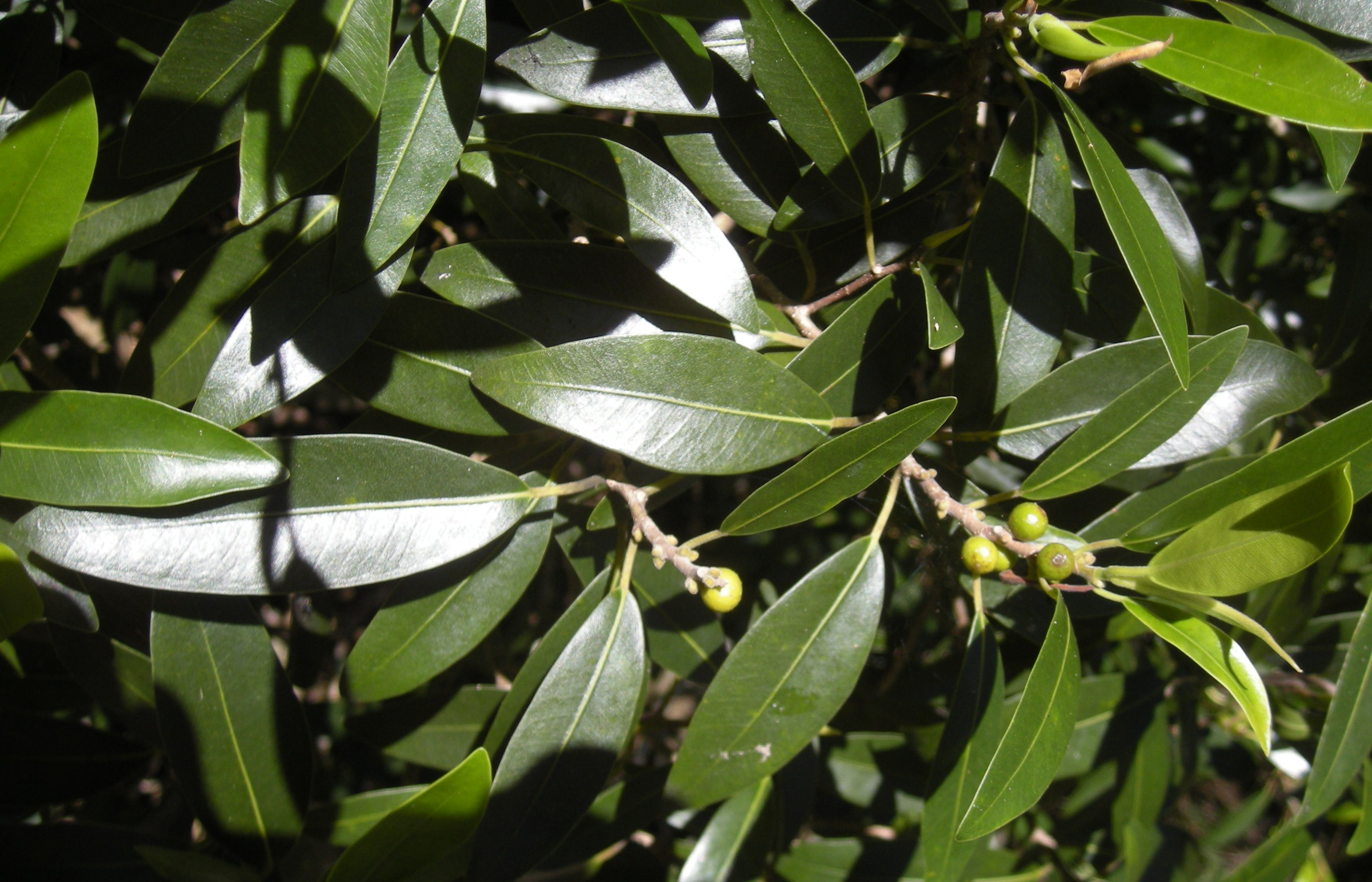
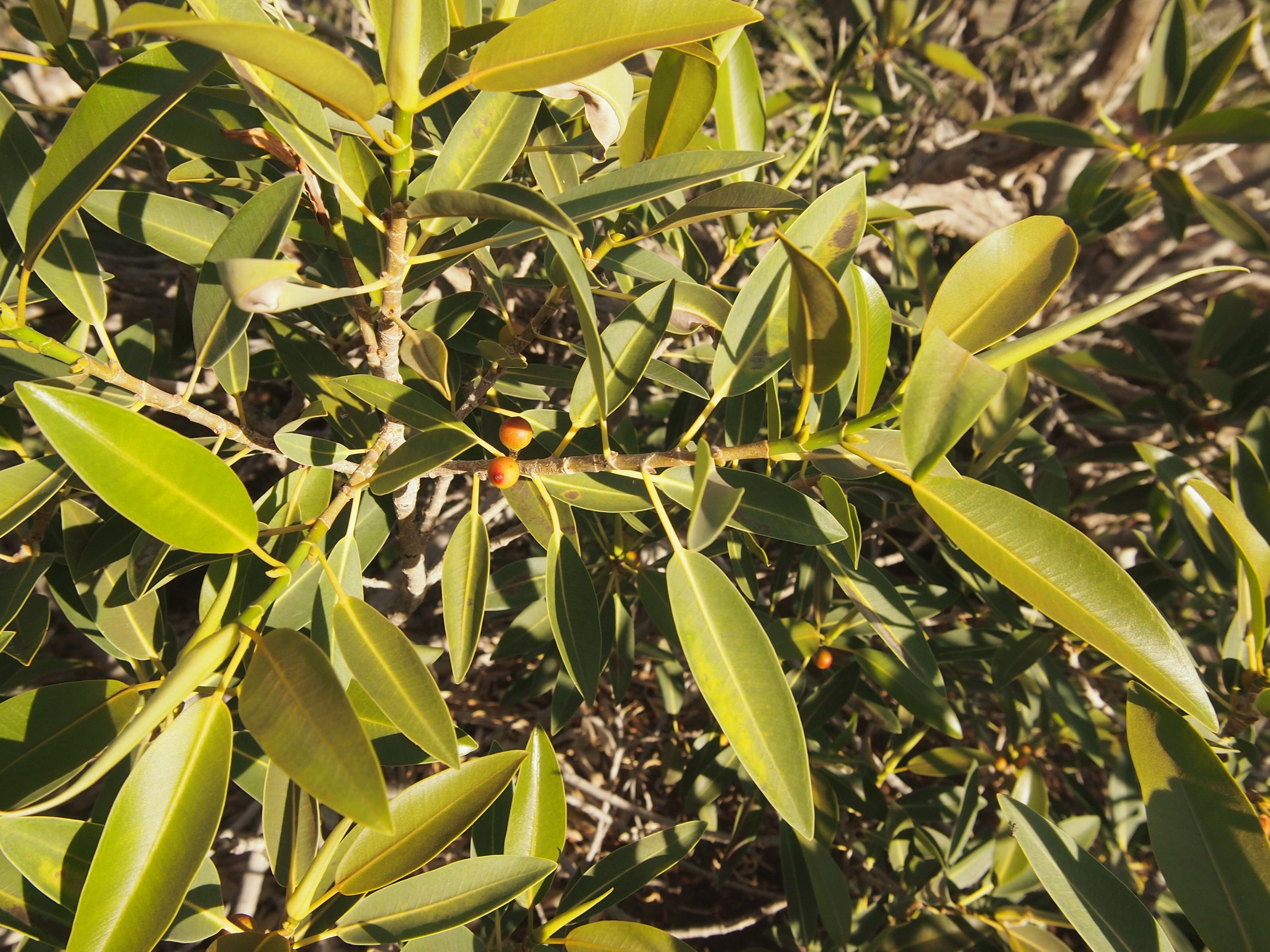
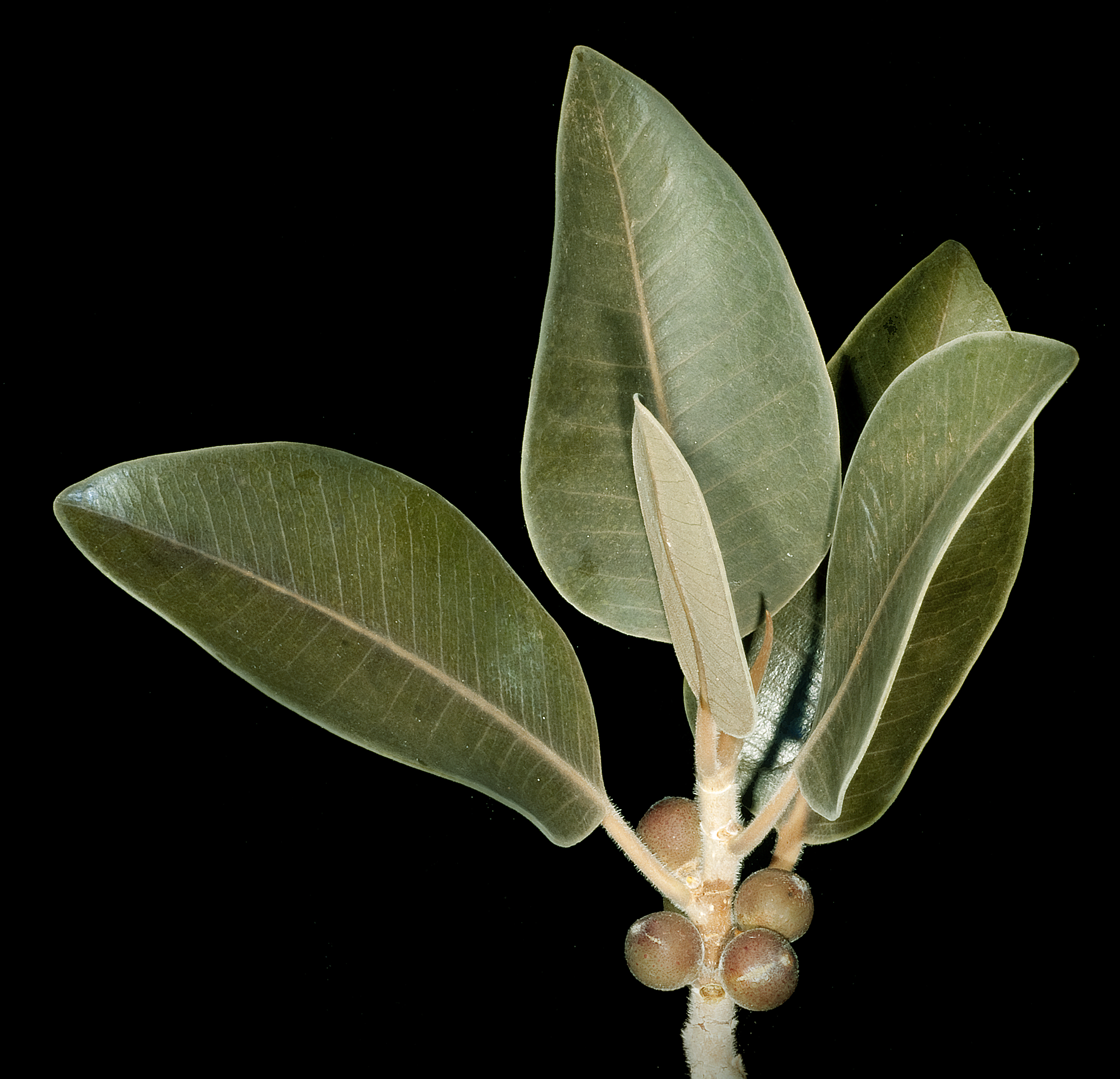